# Campionato europeo di taekwondo 2005
Il XVI Campionato europeo di taekwondo si è disputato a Riga, in Lettonia, tra l'8 e il 9 ottobre 2005.

## Medagliati

### Maschile
| Specialità | Oro                             | Argento                      | Bronzo                                                 |
| -54 kg     | Levent Tuncat Germania          | Sergi Mostipaka Ucraina      | Sejfulla Magomedov Russia / Fırat Pozan Turchia        |
| 58 kg      | Köksal Durusoy Turchia          | Elnur Amanov Azerbaigian     | Mitiadis Gouroufidis Grecia / Arnaud Sangue Francia    |
| 62 kg      | Kivanç Dinçsalman Turchia       | AndreiPrtiokov Russia        | Maxiim Boitsov Ucraina / Maciej Ruta Polonia           |
| 67 kg      | Niyamaddin Pashayev Azerbaigian | Dennis Bekkers Paesi Bassi   | Aritz Itxisoa Spagna / Matija Šantić Croazia           |
| 72 kg      | Jesper Roesen Danimarca         | Tommy Mollet Paesi Bassi     | Davoud Etmanani Gran Bretagna / Carlo Molfetta Italia  |
| 78 kg      | Christophe Négrel Francia       | Mohammed Ebnoutalib Germania | Rashad Agmadov Azerbaigian / Craig Brown Gran Bretagna |
| 84 kg      | Jon García Aguado Spagna        | Bahri Tanrıkulu Turchia      | Bruno Ntep Francia / Patrick Stevens Paesi Bassi       |
| +84 kg     | Pascal Gentil Francia           | Teemu Heino Finlandia        | Oleksandr Cherkun Ucraina / Ferry Greevink Paesi Bassi |

### Femminile
| Specialità | Oro                                | Argento                   | Bronzo                                                   |
| -47 kg     | Viktoria Taratinova Russia         | Angela Seropian Svezia    | Shahrun Yusifova Azerbaigian / Sümeyye Gülec Germania    |
| 51 kg      | Nelli Shakaryan Russia             | Brigitte Yagüe Spagna     | Kristine Storrø Norvegia / Hanna Zajc Svezia             |
| 55 kg      | Martina Zubčić Croazia             | Zeynep Murat Turchia      | Federica Mastrantoni Italia / Demet Özcan Germania       |
| 59 kg      | Sara Barbero Spagna                | Esra Akbaş Turchia        | Pinar Budak Germania / Josipa Kusanić Croazia            |
| 63 kg      | Azize Tanrıkulu Turchia            | Muriel Bujalance Spagna   | Olga Cherkun Ucraina / Yulia Sukhavitskaya Bielorussia   |
| 67 kg      | Gwladys Épangue Francia            | Carolin Persson Svezia    | Ekaterina Arutyunian Russia / Sibel Güler Turchia        |
| 72 kg      | Sarah Stevenson Gran Bretagna      | Aitziber los Arcos Spagna | Susen Berger Germania / Alesia Cherniavskaya Bielorussia |
| +72 kg     | Yvonne Oude Luttikhuis Paesi Bassi | Iwona Kosiorek Polonia    | Laetitia Larcher Francia / Raina Leetberg Finlandia      |

## Medagliere
| Posizione | Paese         | Oro | Argento | Bronzo | Totale |
| --------- | ------------- | --- | ------- | ------ | ------ |
| 1         | Turchia       | 3   | 3       | 2      | 8      |
| 2         | Francia       | 3   | 0       | 3      | 6      |
| 3         | Spagna        | 2   | 3       | 1      | 6      |
| 4         | Russia        | 2   | 1       | 2      | 5      |
| 5         | Paesi Bassi   | 1   | 2       | 2      | 5      |
| 6         | Germania      | 1   | 1       | 4      | 6      |
| 7         | Azerbaigian   | 1   | 1       | 2      | 4      |
| 8         | Croazia       | 1   | 0       | 2      | 3      |
| 8         | Gran Bretagna | 1   | 0       | 2      | 3      |
| 10        | Danimarca     | 1   | 0       | 0      | 1      |
| 11        | Svezia        | 0   | 2       | 1      | 3      |
| 12        | Ucraina       | 0   | 1       | 3      | 4      |
| 13        | Finlandia     | 0   | 1       | 1      | 2      |
| 13        | Polonia       | 0   | 1       | 1      | 2      |
| 15        | Bielorussia   | 0   | 0       | 2      | 2      |
| 15        | Italia        | 0   | 0       | 2      | 2      |
| 17        | Grecia        | 0   | 0       | 1      | 1      |
| 17        | Norvegia      | 0   | 0       | 1      | 1      |
|           | TOTALE        | 16  | 16      | 32     | 64     |